# Saison 2 de Violetta
Chronologie
Saison 1 Saison 3
Cet article présente les épisodes de la deuxième saison de la série télévisée hispano-argentine Violetta diffusée du 29 avril 2013 au 11 octobre 2013 sur Disney Channel.
Cette saison est désormais disponible en France depuis le 29 mai 2020 sur Disney+

## Généralités
La saison 2 a été tournée en Argentine dès novembre 2012. Le premier épisode a été diffusé le 29 avril 2013.
Durant cette saison, Violetta perd sa voix pendant plusieurs épisodes, si bien que le propriétaire de You Mix lui dit qu'elle fera du playback dans sa prochaine chanson. Ludmila change le CD pour confirmer à tout le monde que Violetta a perdu sa voix. Ensuite German (son père) voit ses résultats pour sa voix. Son père lui demande de lui chanter une chanson accompagnée au piano. Violetta refuse de chanter, son père insiste mais n'arrive pas à la convaincre. Tout à coup le père de Violetta montre une enveloppe avec ses résultats.

## Acteurs principaux
| Acteur                    | Personnages               | Doublage              | Saisons    |
| Acteur                    | Personnages               | Doublage              | 2          |
| ------------------------- | ------------------------- | --------------------- | ---------- |
| Diego Ramos               | Germán Castillo           | Mathieu Moreau        | Principal  |
| Martina Stoessel          | Violetta Castillo         | Audrey d'Hulstère     | Principale |
| Jorge Blanco              | León Vargas               | Thibaut Delmotte      | Principal  |
| Mercedes Lambre           | Ludmila Ferro             | Esther Aflalo         | Principale |
| Diego Domínguez Llort     | Diego Hernandez           | Matthias Billard      | Principal  |
| Lodovica Comello          | Francesca Cauviglia       | Nancy Philippot       | Principale |
| Facundo Gambandé          | Maxi Ponte                | Gauthier de Fauconval | Principal  |
| Candelaria Molfese        | Camila Torres             | Fanny Roy             | Principale |
| Alba Rico                 | Natalia Vidal             | Stéphanie Flamand     | Principale |
| Nicolás Garnier           | Andrés Calixio            | Alessandro Bevilacqua | Principal  |
| Clara Alonso              | Angie Saramego            | Claire Tefnin         | Principal  |
| Samuel Nascimento         | Broduey                   | Stéphane Pelzer       | Principal  |
| Florencia Benítez         | Jade La Fontaine          | Sophie Landresse      | Principale |
| Alberto Fernández de Rosa | Antonio Fernández Vallejo | Daniel Nicodème       | Principal  |
| Joaquín Berthold          | Matías La Fontaine        | Antoni Lo Presti      | Principal  |
| Ezequiel Rodrìguez        | Pablo Galindo             | Sébastien Hébrant     | Principal  |
| Alfredo Allende           | Lisandro Ramallo          | Pascal Gruselle       | Principal  |
| Mirta Wons                | Olga Peña                 | Nathalie Homs         | Principale |
| Rodrìgo Pedréira          | Gregorio Casal            | Tony Beck             | Principal  |
| Pablo Sultani             | Roberto Benvenuto         | Romain Barbieux       | Principal  |

## Acteurs récurrents
| Acteur              | Personnages     | Doublage             | Saisons    | Saisons    | Saisons    |
| Acteur              | Personnages     | Doublage             | 2          |            |            |
| ------------------- | --------------- | -------------------- | ---------- | ---------- | ---------- |
| Ruggero Pasquarelli | Federico        | Aurélien Ringelheim  | Récurrent  | Récurrent  |            |
| Lucía Gil           | Lena Vidal      |                      | Récurrente | Récurrente | Récurrente |
| Diego Alcalá        | Marotti         | Maxime Donnay        | Récurrent  | Récurrent  |            |
| Soledad Comasco     | Marcela Parodi  | Valérie Muzzi        | Récurrente | Récurrente | Récurrente |
| Gerardo Velázquez   | Dionisio Juarez | Emmanuel Dekoninck   | Récurrente |            |            |
| Paloma Sirven       | Emma            |                      | Récurrente |            |            |
| Luis Sabatini       | Oscar Cardozo   | Martin Spinhayer     | Récurrente |            |            |
| Agustina Cabo       | Ambre Di Pietro |                      | Récurrente |            |            |
| Justina Bustos      | Ana             | Marie-Line Landerwyn | Récurrente |            |            |

## Acteur invité
| Acteur          | Personnages      | Doublage        | Saisons | Saisons | Saisons |
| Acteur          | Personnages      | Doublage        | 2       |         |         |
| --------------- | ---------------- | --------------- | ------- | ------- | ------- |
| Guido Pennelli  | Sebas            | Alexis Flamant  | Invité  | Invité  | Invité  |
| Juan Ciancio    | Peter Punk       |                 | Invité  | Invité  | Invité  |
| Gastón Vietto   | Mateo            |                 | Invité  | Invité  | Invité  |
| Victoria Racedo | Maria Saramego   |                 | Invitée | Invitée |         |
| Bridgit Mendler | Elle-même        | Mélanie Dermont | Invitée |         |         |
| Marty Petrucci  | Martina Caviglia |                 | Invitée |         |         |

## Acteur absent
| Acteur          | Personnages          | Doublage        | Saisons | Saisons | Saisons |
| Acteur          | Personnages          | Doublage        | 2       |         |         |
| --------------- | -------------------- | --------------- | ------- | ------- | ------- |
| Pablo Espinosa  | Tomás Heredia        | Grégory Praet   |         |         |         |
| Damien Lauretta | Clément Galán / Alex | Nicolas Matthys |         |         |         |
| Florencia Ortiz | Priscila Ferro       | Guylaine Gibert |         |         |         |

## Première partie: Tout recommence

### Épisode 1:Tout recommence
- Argentine : 29 avril 2013[2]
- Espagne : Le 22 avril 2013, la chaîne Disney Channel España diffuse une avant-première[réf. nécessaire] qui était confuse et incomplète. Le nouveau générique a été diffusé.
- France,  Belgique,  Suisse : 30 septembre 2013 sur Disney Channel France

### Épisode 2:Un nouveau prétendant pour Violetta
- Argentine : 30 avril 2013[5]
- France,  Belgique,  Suisse : 1er octobre 2013 sur Disney Channel France

### Épisode 3:Insistance
- Argentine : 1er mai 2013
- France,  Belgique,  Suisse : 2 octobre 2013

### Épisode 4:L'actrice professionnelle
- Argentine : 2 mai 2013
- France,  Belgique,  Suisse : 3 octobre 2013

### Épisode 5:Une femme pour German
- France,  Belgique,  Suisse : 4 octobre 2013

### Épisode 6:Une mauvaise surprise
- France, Belgique,  Suisse 7 octobre 2013

### Épisode 7:Stratégie
- France, Belgique,  Suisse 8 octobre 2013

### Épisode 8:La chanson de la discorde
- France, Belgique,  Suisse 9 octobre

### Épisode 10:La soirée pyjama
- France, Belgique,  Suisse : 11 octobre 2013

### Épisode 11:Invité surprise!
- France, Belgique,  Suisse : 14 octobre

### Épisode 12: Arrestation et réconciliation
- France, Belgique,  Suisse : 15 octobre 2013

## Seconde partie: Un rêve à toute épreuve.

### Épisode 78:Un papa incorrigible
- Argentine : 9 octobre 2013

### Épisode 80:Mon meilleur moment
- Argentine : 11 octobre 2013